# 细枝裂齿藓
细枝裂齿藓（学名：Schistidium strictum），又名细叶裂齿藓，为紫萼藓科裂齿藓属下的一个物种。该物种分佈於北美大陆西北部海拔400米以下的地方。